# Biały szum (powieść)
Biały szum – wydana w 1985 postmodernistyczna powieść Dona DeLillo. Była pierwszą jego książką, która zdobyła szeroki rozgłos, a to w dużej mierze dzięki przyznaniu jej National Book Award.
Przedstawia amerykańskie społeczeństwo w połowie lat 80. na przykładzie wykształconej mieszczańskiej rodziny z Midwestu, tkwiącej w ciągłym „białym szumie” wytworzonym przez media. Ponura satyra przesycona czarnym humorem poruszająca takie aspekty życia w USA jak rozbuchana konsumpcja, poszukiwanie nowinek, uzależnienie od leków, rozpad rodziny, katastrofy powodowane przez ludzi i wszechobecna przemoc.
W Polsce książka została wydana w 1997 przez Dom Wydawniczy Rebis w serii Salamandra. Autorem polskiego przekładu jest Radosław Zubek.